# Cát Nê
Cát Nê là một xã thuộc huyện Đại Từ, tỉnh Thái Nguyên, Việt Nam.

## Địa lý
Xã Cát Nê nằm ở phía nam huyện Đại Từ, tựa lưng vào dãy Tam Đảo, có vị trí địa lý:
- Phía đông giáp thành phố Phổ Yên
- Phía tây giáp xã Ký Phú
- Phía nam giáp tỉnh Vĩnh Phúc và thị trấn Quân Chu
- Phía bắc giáp thành phố Phổ Yên và xã Ký Phú.

Xã Cát Nê có diện tích 26,90 km², dân số năm 2011 là 4.013 người, mật độ dân số đạt 149 người/km².
Xã nằm cách Hồ Núi Cốc không xa. Tuyến tỉnh lộ 261 kết nối giữa thành phố Phổ Yên và Đại Từ chạy qua địa bàn xã.

## Lịch sử
Sau năm 1975, Cát Nê là một xã thuộc huyện Đại Từ.
Ngày 13 tháng 1 năm 2011, Chính phủ ban hành Nghị quyết số 05/NQ-CP. Theo đó:
- Giải thể thị trấn Nông trường Quân Chu, chuyển 735 người của thị trấn về xã Cát Nê quản lý. Sau khi điều chỉnh, xã Cát Nê có 2.967,3 ha diện tích tự nhiên và 4.410 người
- Điều chỉnh 227,5 ha diện tích tự nhiên và 397 người của xã Cát Nê để thành lập thị trấn Quân Chu. Sau khi điều chỉnh, xã Cát Nê còn lại 2.689,8 ha diện tích tự nhiên và có 4.013 người.

Đến năm 2019, xã Cát Nê được chia thành 16 xóm.
Ngày 23 tháng 7 năm 2019, sáp nhập xóm Tân Lập vào xóm Nông Trường, sáp nhập xóm Nương Dâu vào xóm Đầu Cầu, sáp nhập hai xóm Đồng Mương và Tân Phú thành xóm Đồng Phú. Xã Cát Nê có 13 xóm như hiện nay.